# Handball-Oberliga Hamburg/Schleswig-Holstein
Die Handball-Oberliga Hamburg/Schleswig-Holstein war eine der zwölf Staffeln der Handball-Oberliga des Deutschen Handballbundes und die höchste Spielklasse der beiden selbständigen Landesverbände Hamburg (HHV) und Schleswig-Holstein (HVSH), die zum übergeordneten Regionalverband Nordostdeutscher Handball-Verband (NOHV) gehörten. Dieser Verband wurde jedoch zum 30. Juni 2012 aufgelöst, sodass diese Landesverbände derzeit keinem Regionalverband untergeordnet sind. In der Saison 2023/24 spielten in der Oberliga Hamburg/Schleswig-Holstein 86 Vereine in acht verschiedenen Altersklassen. Die Oberliga – HH / SH  war nach der Bundesliga, der 2. Bundesliga und der 3. Liga eine der vierthöchsten Spielklassen im deutschen Handball. Ab der Saison 2024/25 wird die Oberliga von der Regionalliga Nord abgelöst.

## Geschichte
Im Zuge der Einführung der eingleisigen 2. Handball-Bundesliga und der Abschaffung der bisherigen fünf Regionalligen zu Gunsten der vierstaffeligen 3. Liga wurde die Anzahl der Aufsteiger aus den viertklassigen Oberligen in die Drittklassigkeit deutlich reduziert. Den Handballverbänden Schleswig-Holsteins und Hamburgs, die bisher jeweils einen Aufsteiger über eine eigene Oberliga stellten, stand nach den Plänen des DHB nur noch ein gemeinsamer Aufstiegsplatz in die 3. Liga zu. Wie in allen anderen Regionen Deutschlands stand es den beiden Verbänden frei, ob sie eine gemeinsame Liga bilden wollten, oder ob sie ihren gemeinsamen Aufsteiger am Ende der Punktrunde über Relegationsspiele ausspielen lassen wollten. Der HVSH und der HHV entschieden sich am 23. April 2009 für die erste Möglichkeit und führten eine gemeinsame Oberliga über ihrer höchsten Verbandsspielklasse – infolgedessen in Schleswig-Holstein-Liga und Hamburg-Liga umbenannt – ein.
Im Zuge einer Ligareform löste sie zur Spielzeit 2010/11 die Oberligen Schleswig-Holstein und Hamburg auf der vierthöchsten Ligaebene ab und ermittelt im Männer- und Frauenhandball gleichermaßen einen Aufsteiger in die 3. Liga. Die Oberliga existiert auch in der A- und B-Jugend und dient hier zur Ermittlung eines Teilnehmers an der deutschen Jugendmeisterschaft.
Sowohl bei den Männern als auch bei den Frauen umfasst die Spielklasse im Normalfall 14 Mannschaften, wovon dem HVSH in der ersten Spielzeit neun und dem HHV fünf Plätze (Regionalligaabsteiger inbegriffen) zustanden. Grundsätzlich steigt der Meister der Oberliga auf, während die Mannschaften auf den letzten beiden Plätzen absteigen und durch die Meister der beiden Verbandsligen ersetzt werden. Durch zusätzlichen oder verminderten Abstieg aus den nächsthöheren Spielklassen kann es zu mehr beziehungsweise weniger Absteigern aus der Liga kommen.
Zwischen der Oberliga der Männer und der der Frauen bestehen im Spielmodus grundsätzlich keine Unterschiede, während es in einigen finanziellen Angelegenheiten – wie zum Beispiel beim Spielklassenbeitrag und der Entschädigung der Schiedsrichter – verschiedene Bestimmungen gibt.
In der A- und B-Jugend wurde die Oberliga zur Saison 2011/12 eingeführt, in der C-Jugend zur Saison 2023/24. Außer in der männlichen A-Jugend ist sie für die Jugendmannschaften des HVSH und des HHV die höchste zu erreichende Spielklasse und umfasst acht bis zehn Mannschaften. Die Meister der weiblichen und männlichen B-Jugend (bis 2012/13 auch der Meister der weiblichen A-Jugend) nehmen an der deutschen Meisterschaft ihrer Altersklasse teil; der Meister der männlichen B-Jugend ist darüber hinaus automatisch für die A-Jugend-Bundesliga der folgenden Spielzeit qualifiziert.
Mit Beginn der Saison 2024/25 wird die Oberliga Hamburg/Schleswig-Holstein (HH / SH) in Handball-Regionalliga Nord umbenannt. Auch die RL-Nord wird von den Landesverbänden (HH / SH) organisiert. Die RL-N der Männer soll mit 14 Mannschaften und die der Frauen mit 12 Mannschaften gebildet werden. Bei den Männern steigt der Meister direkt in die 3. Liga auf, während bei den Frauen sich der Meister erst über eine Aufstiegsrelegation zur 3. Liga (Frauen) qualifizieren kann. Die bisher untergeordneten HH/SH-Ligen sollen ebenfalls ab 2024/25 in Oberliga umbenannt werden. Es steigen so viele Mannschaften ab, bis die Staffelstärke von 14 Teams (Frauen 12 Teams) incl. zwei Aufsteigern aus den Oberligen und möglichen Absteigern aus der 3. Liga erreicht ist.

## Saison 2023/24

### Übersicht Mannschaften Männer 2023/24
| - THW Kiel 2 - TSV Uetersen - TSV Hürup - TSV Ellerbek | - HG Hamburg-Barmbek - MTV Lübeck - Handball Sport Verein Hamburg 2 - HSG Schülp/Westerrönfeld/Rendsburg | - TSV Kronshagen - DHK Flensborg - HSG Marne/Brunsbüttel - SG Flensburg-Handewitt 2 | - HSG Mönkeberg-Schönkirchen - AMTV Hamburg |

### Übersicht Mannschaften Frauen 2023/24
| - HC Treia/Jübek - HL Buchholz 08-Rosengarten 2 - SG Altona - Slesvig IF | - HSG Eider Harde - Preetzer TSV - TSV Altenholz - HSG Fockbek/Nübbel/Alt Duvenstedt | - Bredstedter TSV - HG Owschlag-Kropp-Tetenhusen - SG Hamburg-Nord - FC St. Pauli | - ATSV Stockelsdorf - HSG Tarp-Wanderup |

## Meister seit 2011
| Spielzeit | Männer                                       | Frauen                                       | männliche A                                  | männliche B                                  | weibliche A                                  | weibliche B                                  |
| --------- | -------------------------------------------- | -------------------------------------------- | -------------------------------------------- | -------------------------------------------- | -------------------------------------------- | -------------------------------------------- |
| 2023/24   | DHK Flensborg                                | TSV Altenholz                                | HSG Mönkeberg-Schönkirchen                   | THW Kiel                                     | Handewitter SV                               | Handewitter SV                               |
| 2022/23   | HSG Eider Harde                              | HT Norderstedt                               | TSV Kronshagen                               | THW Kiel                                     | Handewitter SV                               | Handewitter SV                               |
| 2021/22   | TSV Hürup                                    | SG Todesfelde/Leezen                         | HSG Eider Harde                              | SG Flensburg-Handewitt                       | TSV Bargteheide                              | Handewitter SV                               |
| 2020/21   | Saisonabbruch aufgrund der COVID-19-Pandemie | Saisonabbruch aufgrund der COVID-19-Pandemie | Saisonabbruch aufgrund der COVID-19-Pandemie | Saisonabbruch aufgrund der COVID-19-Pandemie | Saisonabbruch aufgrund der COVID-19-Pandemie | Saisonabbruch aufgrund der COVID-19-Pandemie |
| 2019/20   | HSG Eider Harde                              | HL Buchholz 08-Rosengarten II                | HSV Handball II                              | SG Flensburg-Handewitt                       | Buxtehuder SV                                | VfL Bad Schwartau                            |
| 2018/19   | HG Hamburg-Barmbek                           | MTV Heide                                    | THW Kiel II                                  | THW Kiel                                     | HSG Marne/Brunsbüttel                        | Buxtehuder SV                                |
| 2017/18   | HSG Ostsee N/G                               | SC Alstertal-Langenhorn                      | Bramstedter TS                               | SG Flensburg-Handewitt                       | AMTV Hamburg                                 | HSG Marne/Brunsbüttel                        |
| 2016/17   | HG Hamburg-Barmbek                           | TSV Wattenbek                                | HSG Marne/Brunsbüttel                        | SG Flensburg-Handewitt                       | Buxtehuder SV                                | HSG Marne/Brunsbüttel                        |
| 2015/16   | HSV Hamburg 2                                | HSG Jörl-DE Viöl                             | VfL Bad Schwartau                            | SG Flensburg-Handewitt                       | Buxtehuder SV                                | SV Henstedt-Ulzburg                          |
| 2014/15   | DHK Flensborg                                | TSV Altenholz                                | HSG Eider Harde                              | SG Flensburg-Handewitt                       | Buxtehuder SV                                | SV Henstedt-Ulzburg                          |
| 2013/14   | SG Flensburg-Handewitt 2                     | HSG Kropp/Tetenhusen                         | MTV Lübeck                                   | SG Flensburg-Handewitt                       | Buxtehuder SV                                | Buxtehuder SV                                |
| 2012/13   | THW Kiel 2                                   | TSV Ellerbek                                 | MTV Lübeck                                   | SG Flensburg-Handewitt                       | Buxtehuder SV                                | VfL Bad Schwartau                            |
| 2011/12   | SG Flensburg-Handewitt 2                     | HSG Kropp/Tetenhusen                         | SG Flensburg-Handewitt II                    | THW Kiel                                     | SG Todesfelde/Leezen                         | TSV Ratekau                                  |
| 2010/11   | DHK Flensborg                                | SC Alstertal-Langenhorn                      | nicht ausgetragen                            | nicht ausgetragen                            | nicht ausgetragen                            | nicht ausgetragen                            |

| Legende | Legende                                                      |
| ------- | ------------------------------------------------------------ |
|         | Der Meister gehört dem Handballverband Schleswig-Holstein an |
|         | Der Meister gehört dem Hamburger Handballverband an          |